# كريم مونك
كريم مونك هو لاعب كرة قدم مصري في مركز الوسط، ولد في 15 فبراير 1989. لعب مع نادي أسوان.

## وصلات خارجية
- كريم مونك على موقع Soccerway.com (الإنجليزية)